# Jacques Destoop
Jacques Destoop, né le 17 juin 1931 dans le 4e arrondissement de Paris et mort le 6 juin 2022 à Draveil, est un acteur et peintre français. Il a été sociétaire de la Comédie-Française et a été formé au Conservatoire national supérieur d'art dramatique.

## Biographie

### Carrière
Parallèlement à sa carrière d'acteur, Jacques Destoop s'est toujours intéressé à la peinture. À partir de 1990, ses tableaux sont exposés à la Galerie Gérard Rambaud à Paris. Ses premières œuvres lui sont inspirées par le monde du théâtre : acteurs attendant l'entrée en scène, lui-même dans le rôle de Cyrano de Bergerac, les « critiques » confortablement installés dans leurs fauteuils... Entre figuration et abstraction, cette œuvre exigeante a permis à Jacques Destoop d'être remarqué par les collectionneurs, qui le qualifient volontiers de « génie ».

### Vie privée et mort
Il a été marié à l'actrice Geneviève Fontanel (1936-2018).
Mort le 6 juin 2022 à Draveil à Draveil à l'âge de 90 ans, il est incinéré puis inhumé à Paris, au cimetière du Père Lachaise (division 44), aux côtés de son épouse, juste derrière la tombe de Jacques Perrin.

## Théâtre

### Comédie-Française
- Entrée à la Comédie-Française en 1958
- Sociétaire de 1968 à 1986[4]
- 445e sociétaire
- 1960 : Polyeucte de Corneille, mise en scène Jean Marchat
- 1960 : Le Cardinal d'Espagne d'Henry de Montherlant, mise en scène Jean Mercure
- 1962 : La Troupe du Roy, Hommage à Molière, mise en scène Paul-Émile Deiber
- 1962 : Bérénice de Jean Racine, mise en scène Paul-Émile Deiber : Antiochus (32 fois de 1962 à 1965)
- 1968 : Ruy Blas de Victor Hugo, mise en scène Raymond Rouleau
- Années 1960 et 70 : Le Cid de Corneille (Don Rodrigue), dans une mise en scène de Paul-Émile Deiber reprise plusieurs années de suite
- 1970 : Malatesta d'Henry de Montherlant, mise en scène Pierre Dux
- 1971 : Becket ou l'Honneur de Dieu de Jean Anouilh, mise en scène de l'auteur et Roland Piétri
- 1972 : le Maître de Santiago d'Henry de Montherlant, mise en scène Michel Etcheverry
- 1972 : Cyrano de Bergerac d'Edmond Rostand, mise en scène Jacques Charon
- 1973 : L'Île des esclaves de Marivaux, mise en scène Simon Eine, Comédie-Française au Théâtre des Champs-Élysées
- 1974 : Iphigénie en Aulide de Racine, mise en scène Jacques Destoop
- 1975 : Une lune pour les déshérités d'Eugène O'Neill, mise en scène Jacques Rosner, Comédie-Française au Petit Odéon
- 1976 : Don Juan de Max Frisch, mise en scène Jean-Pierre Miquel, Comédie-Française au Théâtre de l'Odéon
- 1976 : Cyrano de Bergerac d'Edmond Rostand, mise en scène Jean-Paul Roussillon
- 1977 : Le Mariage de Figaro de Beaumarchais, mise en scène Jacques Rosner
- 1979 : Ruy Blas de Victor Hugo, mise en scène Jacques Destoop
- 1980 : Simul et singulis, Soirée littéraire consacrée au Tricentenaire de la Comédie-Française, mise en scène Jacques Destoop
- 1981 : Sertorius de Corneille, mise en scène Jean-Pierre Miquel, Salle Richelieu
- 1981 : La Dame de chez Maxim de Georges Feydeau, mise en scène Jean-Paul Roussillon
- 1982 : Le Voyage de monsieur Perrichon d'Eugène Labiche et Édouard Martin, mise en scène Jean Le Poulain
- 1983 : Triptyque de Max Frisch, mise en scène Roger Blin, Comédie-Française au Théâtre national de l'Odéon
- 1985 : Le Balcon de Jean Genet, mise en scène Georges Lavaudant

### Hors Comédie-Française
- 1959 : Hamlet de William Shakespeare, mise en scène Jean Darnel, Arènes de Saintes
- 1961 : Hamlet de William Shakespeare, mise en scène Jean Darnel, Festival d'Art dramatique de Saint-Malo
- 1965 : Ce soir, on improvise de Luigi Pirandello, mise en scène André Barsacq, Théâtre de l'Atelier
- 1968 : Britannicus de Racine, mise en scène Maurice Escande, Théâtre antique d'Arles
- 1969 : Le Comte de Monte-Cristo d'après Alexandre Dumas, mise en scène Jean Darnel, Théâtre antique d'Arles
- 1969 : Les Fontaines de Madrid de Lope de Vega, mise en scène Jean Darnel, Théâtre de la Nature Saint-Jean-de-Luz
- 1974 : Ce soir, on improvise de Luigi Pirandello, mise en scène Jacques Destoop

## Enregistrements sonores
- 1962 : Les Chimères : extraits, de Gérard de Nerval, chez Lumen[5]

## Filmographie

### Cinéma
- 1964 : L'Amour à la chaîne de Claude de Givray
- 1969 : Bye bye, Barbara de Michel Deville
- 1973 : La Punition de Pierre-Alain Jolivet

### Télévision
- 1961 : Marceau ou les enfants de la république de René Lucot
- 1966 : Le Chevalier d'Harmental de Jean-Pierre Decourt (série TV)
- 1966 : Rouletabille chez les Bohémiens, de Robert Mazoyer : Hubert
- 1972 : Les Boussardel de René Lucot : Simon (Tome III "Les enfants gâtés")
- 1973 : Pour Vermeer de Jacques Pierre
- 1976 : Comme du bon pain, série télévisée de Philippe Joulia, Georges Rivard
- 1979 : Joséphine ou la Comédie des ambitions de Robert Mazoyer : Paul Barras
- 1980 : Au théâtre ce soir : Le Sexe et le néant de Thierry Maulnier, mise en scène Jacques Ardouin, réalisation Pierre Sabbagh, Théâtre Marigny